# Курдюмовка (Шосткинский район)
Курдюмовка (укр. Курдюмівка) — село,
Воронежский поселковый совет,
Шосткинский район,
Сумская область,
Украина.
Код КОАТУУ — 5925355301. Население по переписи 2001 года составляло 2 человека.

## Географическое положение
Село Курдюмовка находится на правом берегу реки Эсмань,
ниже по течению на расстоянии в 6 км расположено село Пиротчино (Кролевецкий район).
На расстоянии в 2,5 км расположен пгт Воронеж.
Село окружено большим лесным массивом (сосна, дуб).